# Gloria Cheng
Pour les articles homonymes, voir Cheng.
Gloria Cheng est une pianiste américaine.

## Biographie
Gloria Cheng a remporté un Grammy Award en 2008 pour sa Piano Music d'Esa-Pekka Salonen, Steven Stucky et Witold Lutosławski, ainsi qu'une nomination pour The Edge of Light : Messiaen/Saariaho. Son film, Montage: Great Film Composers and the Piano (2016), documentant l'enregistrement du CD éponyme (Harmonia Mundi USA) d'œuvres composées pour elle par Bruce Broughton, Don Davis, Alexandre Desplat, Michael Giacchino, Randy Newman et John Williams, diffusé sur PBS SoCal. Elle a aussi reçu le Los Angeles Area Emmy 2018 pour la programmation indépendante.
Elle fait partie du corps professoral de l'UCLA. Elle a été chargée de cours Regents en 2012 à l'Université de Californie à Berkeley.

## Éducation
Gloria Cheng est titulaire d'un BA en économie de l'Université Stanford et de diplômes d'études supérieures en musique de l'Université de Californie à Los Angeles (UCLA) et de l'Université de Californie du Sud (USC). Elle a également étudié le piano à Paris et à Barcelone, ses principaux professeurs étaient Isabelle Sant'Ambrogio, Aube Tzerko et John Perry.

## Carrière
Gloria Cheng est largement reconnue comme une interprète éloquente de la musique contemporaine. Le Washington Post l'a qualifiée de « l'une des interprètes les plus aventureuses de la musique contemporaine ». Elle a joué au Ojai Festival, au Chicago Humanities Festival, au William Kapell Festival, au Mendocino Music Festival et au Tanglewood Festival of Contemporary Music. Elle a commandé, créé et été la dédicataire d'innombrables œuvres d'une liste internationale de compositeurs. Cheng a été soliste avec le Los Angeles Philharmonic sous Zubin Mehta et Pierre Boulez, et sur sa série Green Umbrella sous Esa-Pekka Salonen et Oliver Knussen.